# تحصیل دینه
تحصیل دینه (به انگلیسی: Dina Tehsil) یک تحصیل در پاکستان است که در Dina, Pakistan واقع شده‌است.